# Stanisław Baliński (1932–2005)
Stanisław Baliński (ur. 29 kwietnia 1932 w Uwielinku, zm. 23 sierpnia 2005 w Łęczycy) – polski górnik i polityk, poseł na Sejm PRL IV kadencji.

## Życiorys
Syn Andrzeja i Weroniki. Uzyskał wykształcenie średnie niepełne, pracował w Łęczyckich Zakładach Górniczych jako górnik strzałowy. Członek plenum Zarządu Głównego Związku Zawodowego Górników. W latach 1949–1956 należał do Związku Młodzieży Polskiej, był przewodniczącym jego koła od 1955 do 1956, w 1955 instruktor Komendy Powiatowej Powszechnej Organizacja „Służba Polsce” w Łęczycy. W 1956 wstąpił do Polskiej Zjednoczonej Partii Robotniczej, w partii był I sekretarzem oddziałowej organizacji partyjnej w zakładzie pracy, członkiem egzekutywy komitetu zakładowego (od 1966 do 1968 I sekretarz) oraz członkiem plenum komitetu powiatowego w Łęczycy. Ponadto pełnił funkcję członka plenum powiatowego komitetu Frontu Jedności Narodu oraz wojewódzkiego komitetu FJN w Łodzi. W 1965 uzyskał mandat posła na Sejm PRL IV kadencji w okręgu Kutno, w trakcie kadencji zasiadał w Komisji Przemysłu Ciężkiego, Chemicznego i Górnictwa.
Odznaczony Odznaką 1000-lecia Państwa Polskiego.